# Hotel U Královny Elišky
Hotel U Královny Elišky je objekt na Malém náměstí v Hradci Králové, skládající se ze tří sousedících renesančních domů.

## Historie
Měšťanské domy pocházejí ze 14. století. V roce 1964 byl celý komplex tří domů zapsán do seznamu kulturních památek. Poslední rekonstrukce proběhla v roce 2011 a zůstaly při ní zachovány původní sklepy a klenuté stropy.

## Architektura

### Dům čp. 116
Při pohledu z Malého náměstí se jedná o dům nejvíce vlevo. Jde o řadový dvoupatrový zděný dům, původně gotický, přestavěný v renesanci (z ní se zachovaly klenby). Sklepy jsou klenuté v uličním traktu křížovou klenbou, v ostatních valenou. Ve vstupním prostoru přízemí je pět polí křížové klenby. V patrech se původní stropy nezachovaly. Průčelí je čtyřosé a zaujme v něm vchod s pozdně barokním kamenným portálem s vrcholovou římsou.

### Dům čp. 117
Dům, který tvoří střední část komplexu, je řadový dvoupatrový zděný dům průjezdového typu, původně renesanční ze 16. století. Ve sklepě jsou čtyři křížové klenby sklenuty na střední pilíř. Přízemí má při pravé straně půlkruhovitou valenou klenbu s lunetami. V dalších prostorách se původní stropy nezachovaly. Při pravé straně je ve fasádě přízemí polokruhový kamenný portál s datem 1824 – to upomíná na klasicistní přestavbu. Průčelí je trojosé a okna jsou vsazena do šambrán s ušima a nadokenní římsou.

### Dům čp. 118
Dům při pravé straně komplexu je řadový dvoupatrový zděný renesanční dům ze 16. století, s klasicistními úpravami z roku 1884. Ve sklepě uličního traktu jsou čtyři křížové klenby sklenuty na střední pilíř, další sklep je zaklenutý půlkruhovitou cihelnou klenbou. V přízemí je po levé straně vstupní chodba se dvěma poli křížové klenby, v zadním traktu pak polokruhovitá klenba s lunetami. Při pravé straně jsou potom tři křížové klenby s půlkruhovitými pasy. Další původní stropy se nezachovaly. Fasáda je čtyřosá, v přízemí se otevírá polokruhovitě zaklenutými vstupními otvory, okna jsou vsazena v šambránách.

## Pamětní desky

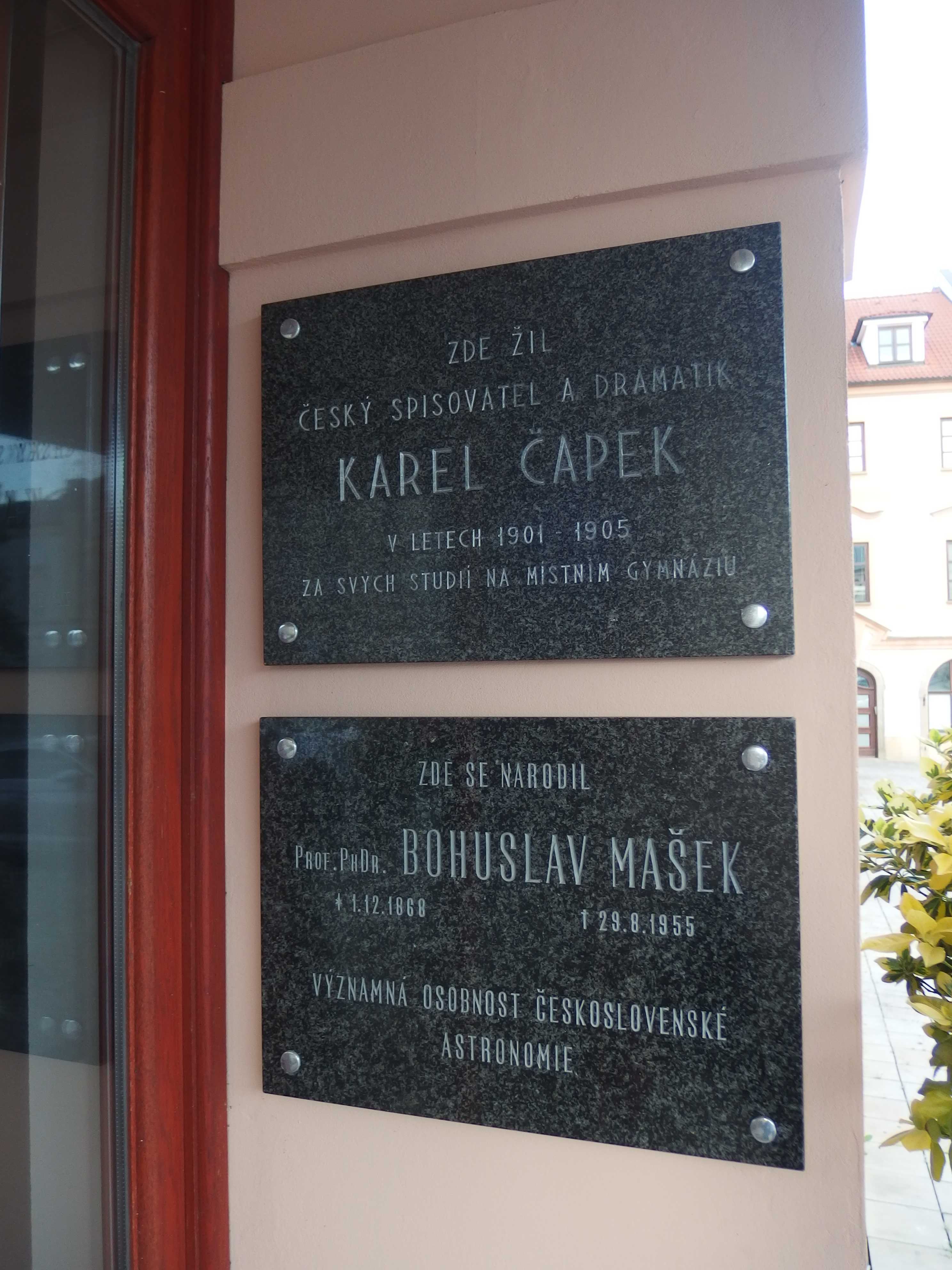

U vchodu do budovy jsou umístěny dvě pamětní desky: 
- První z nich upomíná na fakt, že v domě žil v letech 1901–05 český spisovatel Karel Čapek, když v Hradci Králové studoval na gymnáziu (dnešní budova Nového Adalbertina).[2][5]
- Druhá pamětní deska připomíná, že dům je místem narození astronoma Bohuslava Maška (1. 12. 1868 – 28. 8. 1955).